# 斯坦尼斯瓦夫號列車
斯坦尼斯瓦夫号（法語：Stanislas）是曾经运行于法国首都巴黎至该国东部城市斯特拉斯堡间一班长途列车所使用的名称，由法国国家铁路在1971年至1988年间开行。其命名源自前波兰国王、洛林公爵及神圣罗马帝国伯爵斯坦尼斯瓦夫一世。列车自开行以来曾先后被纳入全欧快车及快速列车等类别，直至1988年停运。

## 历史
斯坦尼斯瓦夫号是在1971年9月26日以全欧快车（TEE）类别于斯特拉斯堡－巴黎间开行，作为在相同路线中运营的全欧快车克莱贝尔号的补充。后者是自1971年5月23日起开行，提供上午西行、夜间东行的服务。两班列车均运行横贯全长502公里的巴黎-斯特拉斯堡铁路，中途仅停靠南锡1站。在运营初期，斯坦尼斯瓦夫号东行会在上午11:05（后改为11:00）分自巴黎发车，并于14:50分抵达斯特拉斯堡，使用车次为TEE63次；西行则在下午17:10分离开斯特拉斯堡，并于晚上21:00抵达巴黎，使用车次为TEE62次。
| 63次 | 63次  | 停靠站     | 62次  | 62次 |
| 里程 | 时刻  | 停靠站     | 时刻  | 里程 |
| ---- | ----- | ---------- | ----- | ---- |
| 0    | 11:06 | 巴黎       | 21:06 | 502  |
| 352  | 13:40 | 南锡       | 18:28 | 150  |
| 502  | 14:52 | 斯特拉斯堡 | 17:14 | 0    |

至1982年9月26日，在巴黎及斯特拉斯堡间运行的早班全欧快车服务均已经停运。晚班的TEE62次则更名为克莱贝尔号，从而在该线路中剩余的双向每日一班全欧快车服务都使用相同的名称。斯坦尼斯瓦夫号此时转变为搭载两舱车厢等级的快速列车（Rapide）类别，东行仍然维持与此前相同运行时刻表，使用车次为63次；但西行则接管了原克莱贝尔号的早班服务，于7:45分自斯特拉斯堡发车，使用车次为60次。
自1984年秋季起，西行列车的时刻表较以往移前了一个小时，发车时间由7:45分调整至6:59（后又改为6:52）分，而其它的时刻表及列车类别则维持不变直至1988年夏季。斯坦尼斯瓦夫最终于1988年9月或最迟于1991年停运。

## 机车车辆
斯坦尼斯瓦夫号主要使用法国国家铁路的BB 15000型电力机车担当牵引任务，它适用于供电制式为25千伏工频单相交流电的电气化铁路。
在客车车厢方面，斯坦尼斯瓦夫号最初采用的是法国国家铁路的大型舒适型车厢，在外观上分别漆以醒目的红色、橙色、浅灰色及瓦灰色涂装。其编组由8节车厢构成，包括1节A4Dtux型守车、2节A6u型隔间座车、3节A8tu型开放座车、1节A3rtu型酒吧车和1节Vru型餐车。在1975年9月28日，列车编组曾被加长至13节车厢。
此外，在斯坦尼斯瓦夫号17年的运营生涯中，其餐车的服务均由国际卧铺车公司（简称）提供。

## 脚註
1. ↑  Cook 1983，第161-162頁.
2. ↑  Cook 1988，第168-169頁.